# Cayetano González
Cayetano González Gómez (Málaga, 9 de diciembre de 1896-Sevilla, 2 de septiembre de 1975), fue un orfebre español conocido principalmente por las obras que realizó para diferentes hermandades y cofradías de la Semana Santa de Sevilla.

## Biografía
Nació en la ciudad de Málaga donde estaba destinado su padre como intendente de aduanas. Era sobrino del arquitecto Aníbal González y primo del periodista y empresario Torcuato Luca de Tena, fundador del periódico ABC. Desde muy joven se sintió atraído por la cerámica artística, el diseño y el dibujo.
Tras trasladarse a Sevilla, se interesó por la orfebrería, siendo uno de los artífices del renacer de esta actividad en la primera mitad del siglo XX, realizando numerosas obras, muchas de las cuales pertenecen al patrimonio de las hermandades de Semana Santa de Sevilla. Contribuyó a la formación de varios discípulos de renombre, entre ellos Fernando Marmolejo Camargo.

## Obra
Algunas de sus obras más importantes son las siguientes:
- Palio de la Virgen de la Concepción, de la Hermandad de El Silencio (Sevilla), incluyendo toda la orfebrería, los respiraderos, crestería y varales. Fue realizado entre 1929 y 1930.[1]

- Varales del palio y juego de jarras de la Virgen de la Amargura, de la Hermandad de La Amargura (Sevilla).[1]

- Juego de coronas para la Virgen de Araceli, patrona de Lucena.[3]

- Andas del paso del Señor de la Pasión de la Hermandad de Pasión (Sevilla). Obra que realizó entre 1940 y 1959. Está realizada en plata labrada, blanca y dorada, con incrustaciones de marfil y es considerada por muchos como una obra cumbre de la orfebrería.[1]

- Corona de oro de la Virgen de la Amargura, realizado en 1954.[1]

- Paso para la Virgen de la Merced, perteneciente a la Hermandad de Pasión (Sevilla). Obra realizada en 1954. Incluye el diseño de los varales de plata de estilo neogótico, en los que están representados diferentes escenas de la vida de la Virgen.[1]

- Sagrario de la Hermandad Sacramental de Santiago de Jerez de la Frontera.[cita requerida]

- Nuestro Padre Jesús Cautivo, perteneciente a la Hermandad del Cautivo de Écija. Fue realizada en 1947, con la particularidad de portar corona de espinas, a pesar de representar el pasaje del prendimiento.[cita requerida]